# Tabula

Diagram över en rekonstruerad ställning i ett parti tabula, som den bysantinske kejsaren Zeno spelade på 400-talet e.Kr. och som finns skildrat i ett epigram av den grekiske poeten Agathias. Zeno (röd) slog i nästa kast tvåa, femma och sexa och hamnade därigenom i ett hopplöst läge med inte mindre än åtta oskyddade pjäser.

Tabula, även kallat alea, var ett brädspel från den senromerska tiden och anses vara ursprunget till ett stort antal nutida spel, bland annat backgammon, trictrac, puff och det svenska bräde.
Till tabula, som var en vidareutveckling av ett äldre romerskt brädspel som kallades ludus duodecim scripta , finns inga detaljerade beskrivningar bevarade, men med hjälp av de fragment som återfinns i den samtida litteraturen har reglerna till spelet i stort sett gått att rekonstruera.
Spelbrädet var rektangulärt, med tolv spelfält längs vardera långsidan. De båda spelarna hade femton spelpjäser var och turades om att kasta tre tärningar och sedan flytta en, två eller tre av sina pjäser lika många steg som antalet ögon på tärningarna. Tärningskastet måste om möjligt utnyttjas fullt ut, men det var inte tillåtet att flytta till ett fält som var upptaget av två eller fler av motspelarens pjäser. Om en pjäs flyttades till ett fält där det stod en ensam motspelarpjäs, blev denna bortplockad från brädet och måste starta om från början.
Vid spelets inledning var spelbrädet tomt. Båda deltagarna spelade in sina pjäser via det första fältet (märkt "I" på bilden) och flyttade dem sedan motsols. Spelets vinnare var den som först lyckats flytta alla sina pjäser förbi det sista fältet (märkt "XXIIII").
Tabula kan översättas från latinet med "bräda", och alea med "tärning" eller, i utvidgad betydelse, "tärningsspel".